# 第三次加奧戰鬥
第三次加奧戰鬥（3rd battle of Gao）是2013年2月9日至2月11日發生在馬利加奧的戰鬥，最終由馬利與法國的聯軍取勝。

## 概況
2月9日，一位自殺炸彈襲擊者在引爆裝置前被射殺。2月10日，來自西非統一聖戰運動（MOJWA）的伊斯蘭武裝分子突襲加奧市，推測可能來自伊弗哈斯山區（Adrar des Ifoghas）。根據法軍將領Bernard Barrera指出，武裝份子乘坐摩托車和尼日河上的獨木舟進入城市中。戰鬥大約於下午兩點鐘左右，在市中心的警局開始，之後擴散至全城市，持續數小時才暫時停止。法軍出動直升機，協助馬利軍隊對抗武裝分子。馬利憲兵隊的上校Saliou Maiga告訴媒體，叛軍打算在城內發動自殺式襲擊。
馬利軍對伊斯蘭武裝分子展開反擊，部分躲藏在周圍建築的武裝分子也開火迎擊。隨後，法軍抵達現場增援。在警察局的戰鬥於中午時停息，不過於當地首長官邸附近的戰鬥依舊持續。馬利軍中校Mamadou Samaké表示許多武裝分子陣亡，滲透入城的武裝分子人數已大量減少。
駐紮在加奧國際機場的約900名法軍精兵，也在傍晚時參與戰鬥，其中一個裝甲列前往Sharia和獨立廣場，疏散受困的十幾位記者。
戰鬥於黃昏時暫時中止，直到2月11日上午五點，法軍的一架直升機炸毀了警局，戰鬥結束。